# Station Ebeltoft
Station Ebeltoft was van 1901 tot 1968 een station in de Deense plaats Ebeltoft. Het was het beginpunt van de lijn Ebeltoft - Trustrup die in 1901 was aangelegd door de Ebeltoft-Trustrup Jernbane (ETJ).
Er waren al eerder plannen geweest voor een spoorwegverbinding met Ebeltoft. Zo werd er in 1869 gesproken over een verbinding tussen Randers en Ebeltoft. Er werd toen uiteindelijk gekozen voor een spoorlijn naar Grenaa; in die plaats waren er namelijk plannen om de haven verder te ontwikkelen.
In 1894 werd er in de spoorwegwet een voorziening voor de lijn van Ebeltoft naar Thorsager opgenomen, met in 1898 een aanvulling dat ook Trustrup een mogelijk eindpunt kon zijn. Uiteindelijk werd gekozen voor een lijn tussen Ebeltoft en Trustrup: dat traject was niet alleen goedkoper in aanleg, maar bood ook meer kansen voor inkomsten uit het vervoer van kalksteen.
Op 27 maart 1901 werd station Ebeltoft geopend. Het stationsgebouw was een ontwerp van Heinrich Wenck. Het emplacement omvatte verder een goederenloods, locomotiefloods en een draaischijf. Vanaf het stationsgebied liep een spoor richting de haven.
De spoorlijn werd op 31 maart 1968 gesloten, waarmee voor Ebeltoft een eind aan het spoorvervoer kwam. Het stationsgebouw werd in 1970 gesloopt.